# Ophtalmoplégie congénitale
 Mise en garde médicale
L'ophtalmoplégie congénitale ou fibrose congénitale des muscles oculaires extrinsèques ou fibrose congénitale des muscles oculomoteurs, (CFEOM) est une maladie génétique très rare se traduisant par un strabisme avec une paralysie des mouvements de l'œil ou ophtalmoplégie avec ou sans ptosis par atteinte des muscles oculomoteurs dépendants de la IIIe et de la IVe paire des nerfs crâniens .  
La limitation du regard vertical est importante (surtout le regard supérieur) et le regard horizontal est moins sévèrement atteint. La compensation de cette limitation se fait par des maintiens anormaux de la tête. 
La prévalence de cette pathologie est estimée à 1 cas sur 230 000 individus.
Le tableau ci-dessous résume les différents types de fibrose congénitale des muscles oculomoteurs  
| Nom                              | Autres signes            | Transmission | Chromosome               | Gène      | Prévalence | OMIM          |
| -------------------------------- | ------------------------ | ------------ | ------------------------ | --------- | ---------- | ------------- |
| CFEOM type 1                     | Aucun                    | Dominante    | 12q12                    | KIF21A    | Inconnue   | 135700        |
| CFEOM type 2                     | Aucun                    | Récessive    | 11q13.3-q13.4            | PHOX2A    | Inconnue   | 602078        |
| CFEOM type 3                     | Aucun                    | Dominante    | 3A: 16q24.3 3C: 13q12.11 | 3A: TUBB3 | Inconnue   | 600638 609384 |
| Syndrome de Tukel (CFEOM type 4) | Oligodactylie de la main | Récessive    | 21q22                    | Inconnu   | Inconnue   | 609428        |
| CFEOM type 5                     | Aucun                    | Récessive    | 4q25                     | COL25A1   | Inconnue   | 616219        |
| CFEOM avec divergence synergique | Blépharoptose            |              |                          |           |            | 609612        |

## Sources
- (en) Caroline V Andrews, Jigar Desai, David G Hunter, Elizabeth C Engle, Congenital Fibrosis of the Extraocular Muscles In : GeneReviews at GeneTests: Medical Genetics Information Resource (database online). Copyright, University of Washington, Seattle. 1997-2006. .